# Leni Riefenstahl
Berta Helene Amalie »Leni« Riefenstahl, nemška igralka, režiserka in producentka, * 22. avgust 1902, Berlin, Nemčija, † 8. september 2003, Pöcking.
Študirala je slikanje in začela svojo umetniško kariero kot plesalka. Zaradi poškodbe kolena je izredno uspešno kariero morala prekiniti. Kasneje je postala znana kot igralka, filmska režiserka, filmska producentka in reporterka. Igrala je v filmih Der heilige Berg (1926), Der große Sprung (1927), Die weiße Hölle vom Piz Palü (1929), Stürme über dem Mont Blanc (1930), Der weiße Rausch (1931), Das Blaue Licht (1932) in SOS Eisberg (1933).
Največji uspeh je dosegla, ko je ustvarila dokumentarni film Triumph des Willens (Triumf volje), imenovan po partijskem kongresu Tretjega rajha leta 1934 v Nürnbergu. Dokumentarni film je prejel srebrno medaljo v Benetkah leta 1935 in zlato medaljo na Svetovni Razstavi v Parizu leta 1937. Vendar pa je bil prav ta film po koncu vojne in padcu tretjega rajha razlog za propad Lenine kariere, saj ga ljudje niso več prepoznavali kot filmsko umetnino, temveč je bil označen kot propagandni film nacional-socialistične (nacistične) stranke. Njen svetovno znani film o olimpijskih igrah v Nemčiji je doživel podobno usodo. Sestavljen je bil iz dveh delov, »Fest der Völker« in »Fest der Schönheit« ter je prav tako prejel visoka priznanja: zlato medaljo v Parizu leta 1937, prvo nagrado v Benetkah kot najboljši svetovni film leta 1938, olimpijsko priznanje, ki ga je podelil olimpijski komite leta 1939, leta 1960 pa je bil proglašen za enega od desetih najboljših filmov, ki so bili kdajkoli ustvarjeni.
Po vojni se je uveljavila v svetovni eliti fotografov. Fotoreportaže njenega bivanja pri afriškem plemenu Nuba so bile objavljene v revijah »Stern«, »The Sunday Times Magazine«, »Paris Match«, »L'Europeo«, »Newsweek« in »The Sun«. Njeni ilustrativni knjigi The Nuba in The Nuba of Kau sta zaslužili številna priznanja, časti in nagrade.
Pri starosti 71 let, je Leni Riefenstahl izpolnila svojo življenjsko željo in se udeležila potapljaškega tečaja, kar ji je omogočilo, da se je v prihodnosti lahko ukvarjala tudi s podvodno fotografijo. Kmalu je postala mojstrica tudi v tem poklicu. S svojima novima knjigama z naslovi The coral gardens in The wonders under water je povzročila svetovno senzacijo in ponovno požela številne pohvale.